# Cour suprême du Liberia
La Cour suprême du Liberia est la plus haute instance judiciaire de la nation ouest-africaine du Liberia. Le tribunal se compose du juge en chef du Liberia (en), qui est également le plus haut responsable judiciaire et de quatre juges associés, qui sont nommés par le président et confirmés par le Sénat. Les juges siègent au Temple de Justice (en) sur Capitol Hill à Monrovia .
L'article III de la Constitution du Liberia stipule que le pouvoir judiciaire est l'une des trois branches du gouvernement qui doit être égale et coordonnée sur la base du principe des freins et contrepoids. La cour est initialement autorisée par la Constitution de 1839 de l'American Colonization Society signée le 5 janvier 1839, tandis que les constitutions ultérieures continuent à autoriser une cour suprême, la Constitution de 1984 étant la version la plus récente. Les pouvoirs et la structure de la cour sont déterminés par l'article VII de la constitution de 1984. La Cour suprême se voit accorder la compétence initiale (en) sur les questions constitutionnelles, les affaires dans lesquelles le pays est partie et les affaires où des ministres ou des ambassadeurs sont impliqués par la Constitution.
La Cour suprême, comme dans d'autres pays démocratiques, se révèle être la plus faible des trois branches de la démocratie. Le procès par ordalie est interdit par le tribunal, mais il est encore pratiqué couramment à l'époque moderne pour juger les affaires.

## Juridiction et structure

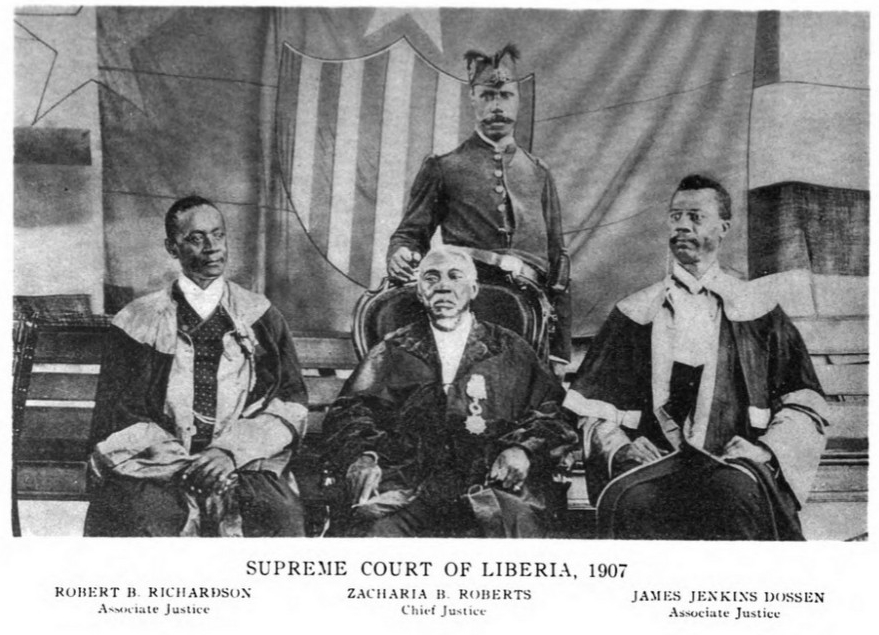
Le juge en chef Zacharia B. Roberts avec ses associés.

L'article III de la Constitution du Liberia stipule que le pouvoir judiciaire est l'une des trois branches du gouvernement qui devraient être égales et coordonnées selon le principe de l'équilibre des pouvoirs (checks and balances). Le tribunal est initialement autorisé par la Constitution de 1839 de l'American Colonization Society signée le 5 janvier 1839. Les constitutions ultérieures continuent à autoriser une cour suprême, la Constitution de 1984 étant la version la plus récente. Les pouvoirs et la structure de la cour sont déterminés par l'article VII de la constitution de 1984. La Cour suprême se voit accorder la compétence initiale sur les questions constitutionnelles, les affaires auxquelles le pays est partie et les affaires où des ministres ou des ambassadeurs sont impliqués par la Constitution du Liberia. Le tribunal a compétence d'appel sur d'autres questions, la juridiction immédiatement inférieure étant les 15 Circuit Courts. La Cour compte cinq membres et est dirigée par le juge en chef. Le juge en chef est nommé par le président du pays avec l'assentiment du Sénat. Le juge en chef peut rester en fonction jusqu'à l'âge de 70 ans.

## Éligibilité des juges
Le Chief Justice et les Associate Justices de la Cour suprême du Liberia doivent être citoyens du pays depuis les dix dernières années précédant leur nomination, être âgés de 30 ans et être des conseillers juridiques autorisés à exercer au sein du barreau de la Cour suprême, et avoir pratiqué activement le droit pendant au moins sept (7) ans avant leur nomination (Judicial Service, Governmental Service and Teaching of Law) citation : Judiciary Law - Title 17 - Liberian Code of Laws Revised 2.4 (Loi sur la magistrature - Titre 17 - Code des lois du Libéria révisé)
La Cour suprême compte quatre juges associés, classés par ordre de supériorité. Trois membres sur les cinq peuvent former un quorum et lorsque le quorum n'est pas atteint dans un cas donné, la présidente du Liberia nomme un juge ad hoc parmi les juges de circuit en fonction de leur ancienneté. Il y a cinq sièges d'honneur dans les chambres de la Cour suprême et le siège central est réservé au président de la Cour suprême. Les deux sièges immédiatement adjacents au président de la Cour suprême sont occupés par des juges associés de rang supérieur et les sièges les plus en angle de chaque côté sont réservés aux associés de rang inférieur. Les sièges des juges sont conférés au cours de la cérémonie de nomination et le siège reste vacant en cas de décès ou de toute autre situation extérieure jusqu'à ce qu'un nouveau juge soit nommé.
Les juges associés actuels de la Cour suprême sont Sie-A-Nyene Yuoh (en), Kabineh Ja'neh, Jamesetta Howard Wolokollie et Philip AZ Banks, III,.

## Histoire

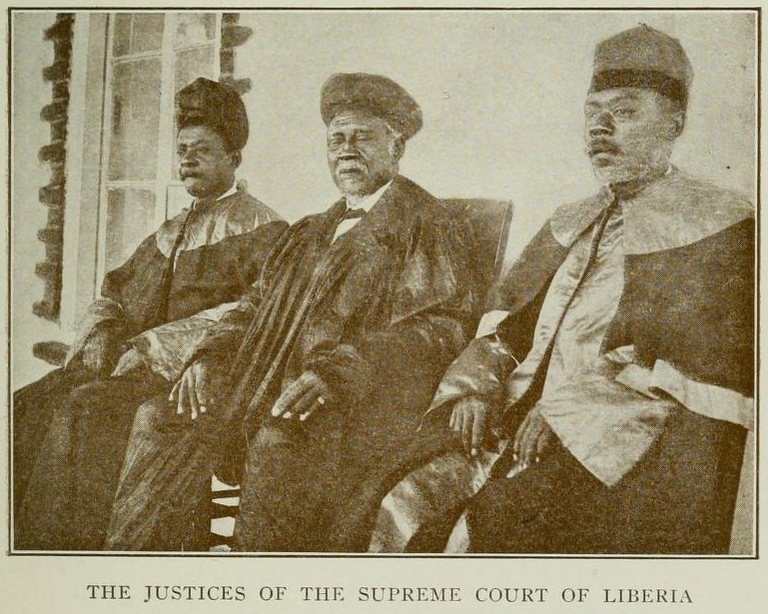
Le juge en chef en 1910.

En 1864, l'une des batailles juridiques les plus controversées a lieu entre deux présidents, Joseph Jenkins Roberts, président du Liberia de 1848 à 1855, contre Stephen Allen Benson, un autre président du pays de 1856 à 1863 pour des accusations de spéculation foncière. Roberts gagne en première instance en raison de ses pouvoirs, la Cour suprême annule la décision.
En août 2007, la Cour suprême autorise les poursuites contre Gyude Bryant, qui est président par intérim et aurait volé 1,3 million de dollars de biens publics. La Cour note qu'il n'est pas à l'abri de poursuites en tant que chef de l'État car il n'est pas élu par le peuple et ne respecte pas les lois de la nation.

## Critiques
La Cour suprême, comme dans d'autres pays démocratiques, s'avère être la plus faible des trois branches de la démocratie. Certains experts citent le langage de l'habeas corpus qui implique que le pouvoir judiciaire est impuissant contre le législatif et l'exécutif. Le procès par ordalie est interdit par le tribunal, mais il est pratiqué couramment à l'époque moderne. Le processus d'examen physique équivalant à l'ingestion ou à l'application d'une machine chauffée au feu sur les jambes de l'accusé est généralement suivi. La souffrance a souvent été citée comme un inconfort et a parfois conduit à la mort.
En 2005, le Liberia ratifie le Deuxième Protocole facultatif au Pacte international relatif aux droits civils et politiques, s'engageant à mettre fin à la peine capitale. Cette décision est saluée par les Nations unies. Un amendement est apporté au Code pénal en 2008, qui indique "qu'en cas de décès survenu lors de la commission d'un crime de vol à main armée, de terrorisme ou de détournement, l'accusé en vertu des articles 14.54, 15.32 et 15.33 de la loi sera condamné à la mort par pendaison ou la réclusion à perpétuité sans possibilité de libération conditionnelle ». De nombreux militants et organisations des droits de l'homme y voient la réintroduction de la peine de mort. Le président de la commission de la réforme législative a précisé que l'adhésion avait eu lieu pendant le gouvernement intérimaire et qu'elle ne pouvait pas être considérée comme valide.